# Пингвинёнок Пороро: Большие гонки
«Пингвинёнок Пороро́: Больши́е го́нки» (кор. 뽀로로 극장판 슈퍼썰매 대모험, англ. Pororo, The Racing Adventure) — южнокорейский компьютерный анимационный фильм 2013 года, мидквел анимационного сериала «Пингвинёнок Пороро», события которого происходят до начала 3 сезона.
Мировая премьера мультфильма состоялась 23 января 2013 года. В России вышел в прокат 14 мая 2015 года.

## Сюжет
Любопытный пингвинёнок Пороро и его друзья случайно вынуждают самолёт совершить экстренную посадку в своей деревне. На самолёте летят две черепахи с грузом гоночных саней в Зимляндию. Они должны доставить сани к предстоящим гонкам, но Пороро и его друзья принимают одну из черепах за гонщика. Таким образом черепаха Тото начинает учить их езде на санях и заряжает их чемпионским духом. В конце концов Пороро и его друзья решают следовать за черепахами в Зимляндию, чтобы участвовать в гонках.
На зимних гонках Пороро и его друзьям предстоит обогнать фаворитов — команду Белого Тигра и злобных бурых медведей, строящих козни своим соперникам. Их всех ждёт захватывающая гонка.

## Саундтрек
- Тематическая песня «We are champions». Aвтор слов и музыки: И Чэхак (кор. 이재학, бывший участник группы Loveholics), исполнитель: певица Christina (участница группы Clazziquai).[4] Китайский перевод слов: Ван Юнь Юнь (Wang Yun Yun), исполнитель: Ляо Юй (Liao Yu).
- Песня «Sing Sing». Автор слов и музыки: И Чэхак, исполнитель: певица Чо Хёна (участница группы Urban Zakapa). Китайский перевод слов: Ван Юнь Юнь, исполнитель: певица Sara.

Для проката в США использовалась песня «Miracle», написанная Джесси Пруэттом (Jesse Pruett), в исполнении рок-группы Parker Theory.

## Роли озвучивали
- И Сон — Пороро - жизнерадостный и смышлёный, очень весёлый пингвинёнок. Имеет много друзей.
- И Мичжа — Кронг - динозавр, влупившийся из яйца. Сводный брат и друг Пороро.
- Ким Хванчжин — Поби - белый медведь с мягким характером. Друг Пороро. Живёт и дружит с Гарри.
- Хам Сучжон — Эдди - изобретательный лисёнок, лучший друг Пороро. Вместе они настоящая команда.
- Хон Соён — Лупи - розовая бобриха, которая умеет готовить. Лучшая подруга Петти и подруга Пороро.
- Чо Хёнчжон — Гарри - птичка, дружит с Пороро и его компанией. Живёт и дружит с Поби.
- Чон Мисук — Петти - спортивная пингвиниха, лучшая подруга Лупи.
- Ом Санхён — черепаха Тото - черепаха, учитель Пороро и его друзей.
- Ю Тонгюн — черепаха Манго - черепаха, ещё один учитель Пороро и его друзей.
- Им Чхэхон — медведь Фуф у- конкурент Пороро в гонке, главный антагонист мультфильма.
- И Чану — Куку - свин, который продавал мороженое.
- Ку Чахён — Белый Тигр - популярный гонщик.
- Чон Кванчжу — Комментатор Уточкин - комментатор в гонках, коллега Гусечкина. Антропоморфная утка.
- И Чанвон — Комментатор Гусечкин - комментатор в гонках, коллега Уточкина. Антропоморфный гусь.
- Чхве Хыль — Председатель Банга
- Чхве Нагюн — Ниндзя в маске А
- И Чэбом — Ниндзя в маске Б

Другие: И Чихён.

## Русский дубляж
Фильм дублирован на студии SoulPro в 2015 году.
- Режиссёр дубляжа: Сергей Сулейменко.
- Переводчик: Марина Мартынова.
- Роли дублировали: Елена Грепп, Станислав Стрелков, Ольга Голованова, Александр Воронов, Александр Зачиняев, Александр Белый, Алексей Шадхин, Павел Итнес, Елена Солодилина, Алексей Власов, Екатерина Мирошникова.